# Lycée Albert-Sarraut de Hanoï
Le lycée Albert-Sarraut est un lycée (petit lycée - équivalent aujourd'hui à fin d'école primaire et collège - et grand lycée équivalent aujourd'hui à lycée) situé à Hanoï, alors Protectorat du Tonkin, à l'époque de l'Indochine française et qui fut en activité de 1919 à 1965. Il était nommé d'après Albert Sarraut, gouverneur général d'Indochine de 1911 à 1914 et de 1917 à 1919, puis plusieurs fois ministre et deux fois président du Conseil entre 1920 et 1936.
La plupart des Français sont partis du lycée en 1955, après les accords de Genève et l'arrivée au pouvoir des indépendantistes communistes au Nord-Vietnam. Les bâtiments du grand lycée, sont occupés par le Parti communiste vietnamien, et le lycée est alors transféré dans les bâtiments du petit-lycée. Dix ans plus tard, en 1965, l'établissement est renommé en lycée Tran Phu de l'arrondissement de Ho Hoan Kiem (vi) (Trường Trung học phổ thông Trần Phú - Hoàn Kiếm), toujours ouvert aujourd'hui. Le grand lycée est aujourd'hui toujours le siège du Parti communiste vietnamien. 
Ce lycée public français était un établissement d'élite pour l'éducation des garçons en Indochine qui surpassait les grands collèges catholiques. Les jeunes filles étaient également admises, mais elles étaient minoritaires, les familles préférant les établissements catholiques non-mixtes pour les filles. Les classes étaient ouvertes de la huitième à la terminale. 
Le lycée a formé plusieurs princes du futur Laos et paradoxalement de nombreux futurs membres du Parti communiste vietnamien et des générations d'indépendantistes. Paul Seitz y a été aumônier à partir de 1941 pendant l'occupation japonaise.

## Historique

### Du temps de l'Indochine française
C'est en 1902 qu'ouvre le collège Paul-Bert rue Rollandes (aujourd'hui rue Haï Ba Trung) pour les classes de premier cycle. Dix ans plus tard, les classes du second cycle sont ouvertes avec 143 élèves dont deux Chinois et un Japonais. En 1914, le gouverneur général radical-socialiste Albert Sarraut décide de la construction d'un vaste lycée public: quatre corps de bâtiment entourant en rectangle une grande cour ombragée, séparée par une tour sonnant la cloche. Il se trouve près du jardin botanique et en face du palais du gouverneur. Derrière s'étend le lac Tây Hô près des terrains de sport qui comprenaient des courts de tennis, des terrains de football, de volley-ball, de basket-ball, etc. Le lycée - construit par Adolphe Bussy - longe le boulevard de la République (plus tard renommé en boulevard Honoré-Tissot), le boulevard Brière de l'Isle, le boulevard Carnot et la rue Destenay. Il comprenait également un internat. Aux deux bouts des cours de récréation se trouvait de chaque côté un préau pour la gymnastique.
Le lycée est inauguré en 1919 sous le nom de « lycée de Hanoï » avec le grand lycée dont l'entrée se faisait par la rue Destenay. et le petit lycée (de la huitième à la quatrième) boulevard Rollandes dans l'ancien collège Paul-Bert. En 1923, le grand lycée est renommé en « lycée Albert-Sarraut » et sa façade rehaussée. Le petit lycée demeure le collège Paul-Bert.
Le lycée suivait le même enseignement que la métropole avec des professeurs français agrégés et licenciés. L'année scolaire démarrait le 15 septembre et finissait le 15 juin.
En 1924-1925, le lycée enseignait à 800 élèves, dont 370 Vietnamiens, ainsi que des Cambodgiens et des Laotiens. En 1940, le maximum fut atteint avec 1 405 élèves. Les élèves vietnamiens étaient également instruits au lycée du Protectorat (ou n'allaient pas les enfants des coloniaux).
En 1943, le lycée est évacué en dehors d'Hanoï à cause des bombardements anglo-américains. Les grands s'installent au Tam Dao (avec comme proviseur M. Loubet), les petits à Sam Son (avec comme proviseur M. Silhou). Quelques élèves sont évacués au lycée Yersin de Dalat ou ailleurs. Lorsque les Japonais mettent fin au protectorat français en mars 1945, les classes de lycée cessent de fonctionner. Des classes sont hébergées dans une maison près du jardin public de la Citadelle.
Le lycée Albert-Sarraut - qui a été en partie endommagé par les bombardements de 1945 - rouvre ses portes à la fin des travaux le 4 février 1947, dans les locaux du collège Félix-Faure (rue Félix-Faure), alors que les troupes françaises ont retrouvé depuis plusieurs mois le sol de l'Indochine française. Le lycée est dirigé par Mme Raspail, ancienne directrice du collège des Jeunes filles françaises. Le lycée retrouve ses locaux pour la rentrée 1948.
Le lycée atteint le maximum d'élèves pour l'année scolaire 1953-1954 avec environ 2 400 élèves.

### Entre 1955 et 1965
Après les accords de Genève de 1954 qui donnent l'indépendance au pays divisé (Nord et Sud-Vietnam), une convention culturelle est signée le 7 avril 1955 qui transforme le lycée Albert-Sarraut en établissement privé gratuit géré par la Mission laïque française. Il est transféré dans les locaux du collège Paul-Bert, le Parti communiste vietnamien ayant réquisitionné les locaux du grand lycée.
L'enseignement suit le programme imposé par les autorités du Nord Viêt Nam, et se fait désormais en vietnamien, le français devenant la principale langue étrangère enseignée dès le primaire. La plupart des professeurs français quittent le lycée en 1955. Il y a 590 élèves pour l'année scolaire 1955-1956 ; le maximum est atteint en 1959-1960 avec 1 420 élèves.
Le lycée cesse son activité en 1965. Il devient ensuite un établissement scolaire public géré directement par les autorités vietnamiennes et change de nom. En 1966, la langue française est remplacée par l'anglais.

## Anciens élèves
- Đào Sĩ Chu (1911-1974), peintre
- Nguyễn Phúc Bửu Hội (1915-1972), pharmacien et chimiste
- Jean Delpech (1916-1988), peintre et graveur
- Hubert Germain (1920-2021), résistant et homme politique, dernier compagnon de la Libération
- Maurice Durand (en) (1914-1966), historien, linguiste et traducteur (École française d'Extrême-Orient)
- Vo Nguyen Giap (1911-2013), général communiste
- René-Yvon Lefebvre d'Argencé (d) (1928-1997), conservateur au musée Louis-Finot et au musée Blanchard-de-La Brosse, directeur du musée d'Arts asiatiques de San Francisco
- Nicole Louis-Hénard (d) (1923-2005), historienne et traductrice (École française d'Extrême-Orient)
- Tran Lê Xuân (Madame Nhu) (1924-2011), belle-sœur du  président Ngô Dinh Diêm, Première dame du Sud Viêt Nam de 1955 à 1963
- Phạm Văn Đồng (1906-2000), Premier ministre du Viêt Nam communiste de 1954 à 1987
- Tran Duc Thao (1917-1993), philosophe matérialiste
- Trường Chinh (1907-1988), théoricien communiste